# Poema
Poema (grč. "poíema= spjev, pjesma) vrsta je književnog djela epsko-lirskog karaktera u stihovima (ponekad i u prozi). Može biti kratka ili duga, jednostavna ili složena koja se sastoji od više pjevanja. 
Poema kao termin još u antičkoj literaturi imala je općenito značenje, vjerojatno je to jedan od razloga zbog kojeg je kao vrsta do danas ostala nedovoljno određena te utjelovljuje karateristike svih triju književnih rodova, i lirike, i epike, i drame. Razrađena fabula, likovi i pripovjedač karakteristike su epskog, karakteristike dramskog mogu se očitati u iznimno snažnoj unutarnjoj borbi likova i dugim monolozima, a lirska je sama forma, izrazita nabijenost emocijama, promišljanja o moralnim pitanjima i brojne pjesničke figure među kojima je bitno istaknuti, uz najčešće poredbe i epitete, snažne metafore i brojne figure suprotnosti – oksimorone, paradokse i snažne antiteze.
Najpoznatije poeme u hrvatskoj književnosti su: "Jama" Ivana Gorana Kovačića, "Tifusari" Jure Kaštelana te religiozne poeme "Suze sina razmetnoga" Ivana Gundulića i „Suzana” Marka Marulića. 